# Parafia św. Wawrzyńca i św. Antoniego w Borku Strzelińskim
Parafia św. Wawrzyńca i św. Antoniego w Borku Strzelińskim – znajduje się w dekanacie Borów w archidiecezji wrocławskiej. Erygowana w XIII wieku.
Obsługiwana przez księży archidiecezjalnych. Jej proboszczem jest ks. mgr Wiesław Szczęch RM dziekan.

## Obszar parafii
Miejscowości należące do parafii: 	Jaksin,  Jelenin, Kojęcin,  Michałowice,  Świniobród.

## Parafialne księgi metrykalne
| Księgi metrykalne | Okres ewidencji |
| ----------------- | --------------- |
| chrztów           | 1871–1905 1941– |
| ślubów            | 1816–1926 1946  |
| zgonów            | 1945–           |